# SA Mathis

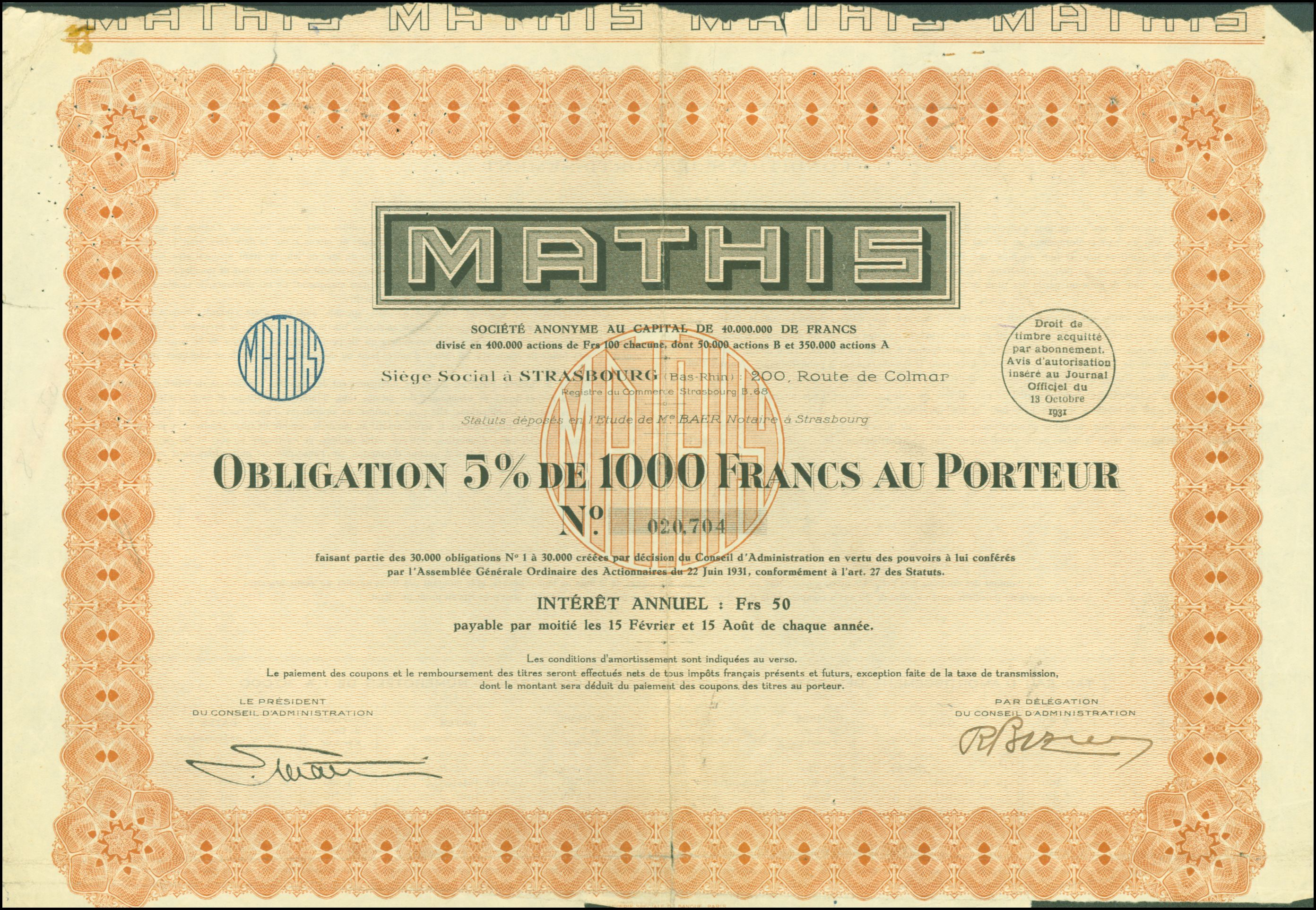
Anleihe der Mathis SA vom 13. Oktober 1931

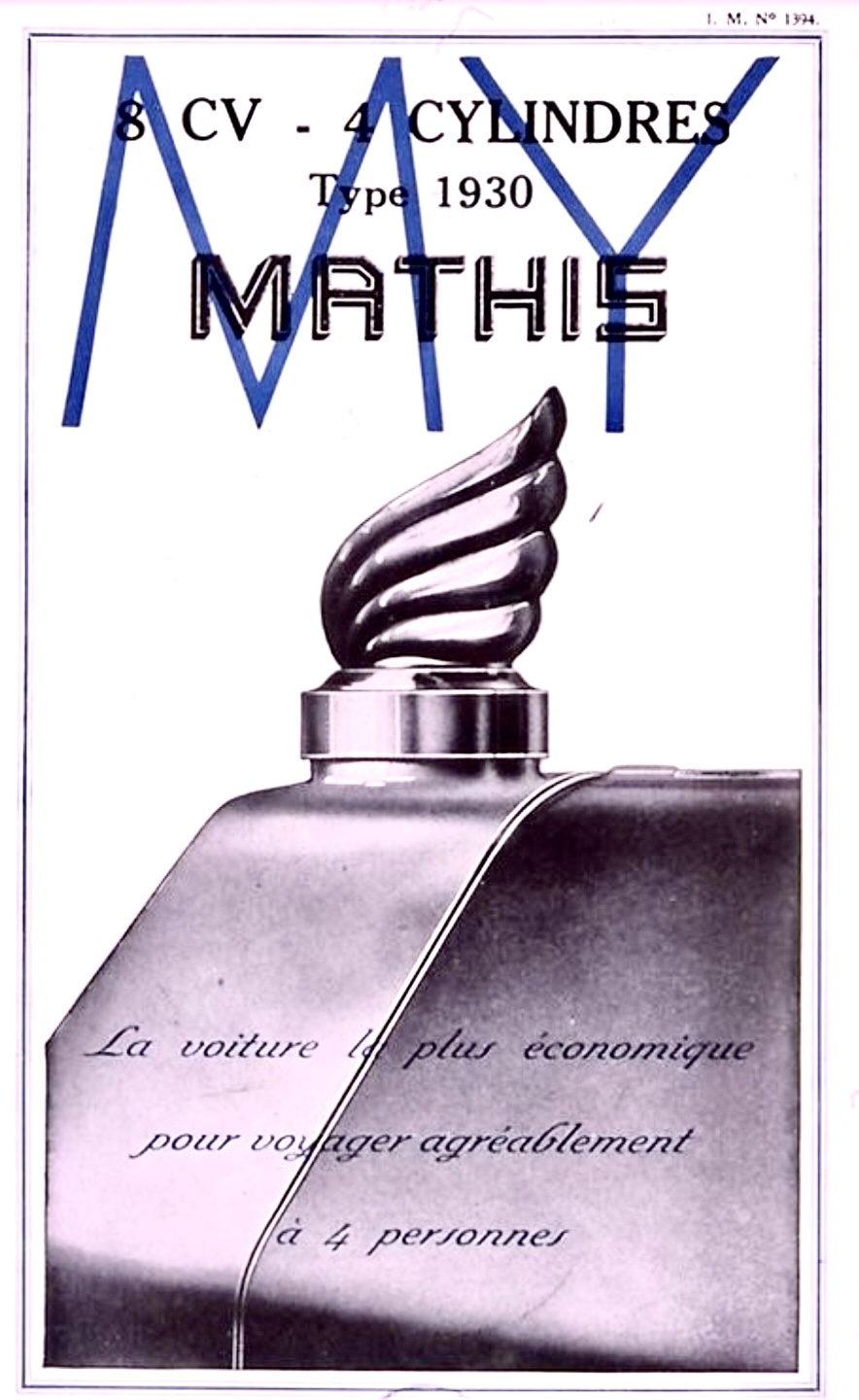
Mathis Type MY 1930

Mathis war ein Automobilhersteller, der im elsässischen Straßburg ansässig war. Das Elsass gehörte bis 1918 zum Deutschen Reich, danach zu Frankreich.

## Vorgeschichte
Émile Mathis (auch Emil Mathis) besaß seit 1898 die Firma Auto-Mathis-Palace, in der er Automobile verkaufte, wartete und reparierte. Seit 1901 hatte er die Generalagentur des Automobilherstellers De Dietrich in Straßburg.
So kam ein freundschaftlicher Kontakt zu Ettore Bugatti zustande, der von 1902 bis Anfang Februar 1904 als Konstrukteur für De Dietrich im Werk Niederbronn arbeitete. Nachdem De Dietrich sich auf seine lothringische Automobilproduktion beschränken wollte, beschlossen die beiden, selber ein Kraftfahrzeug herzustellen. Am 1. April 1904 wurde eine entsprechende Vereinbarung unterzeichnet. Vermarktet wurden die Fahrzeuge als Hermes-Simplex. Während der nächsten zwei Jahre wurde das Modell in einer sehr eingeschränkten Stückzahl hergestellt. Von 1906 an verschlechterten sich die Beziehungen zwischen Émile Mathis und Ettore Bugatti. Die zwei jungen Leute beendeten ihre Zusammenarbeit.

## Unternehmensgeschichte
1910 gründete Émile Mathis E. E. C. Mathis und fertigte erneut Fahrzeuge, die nun als Mathis vermarktet wurden. Gebaut wurden PKW, Lieferwagen und LKW. Nach dem Ende des Ersten Weltkriegs wandelte Mathis das Unternehmen in eine Aktiengesellschaft (SA) um. Im Jahre 1934 wurde mit Ford Société Anonyme Française (Ford SAF) ein Joint Venture unter dem Markennamen Matford geschlossen, das bis 1940 bestand. Am 2. August 1939 wurde die Auflösung zum 1. Mai 1940 bekannt gegen. Gleichzeitig wurde veröffentlicht, dass Ford in Paris ein neues Werk einrichetet, in dem vorwiegend Flugzeugmotoren und in geringerem Umfang Automobile gefertigt werden sollten. Zur weiteren Nutzung des Standortes in Strassburg lagen 1939 noch keine Pläne vor.
American Mathis fertigte zwischen 1930 und 1931 einige Fahrzeuge in Lizenz. Zwischen 1949 und 1952 wurden Traktoren in Lizenz von Minneapolis-Moline unter dem Markennamen Mathis-Moline gefertigt. 1950 endete die Automobilproduktion. 1954 verkaufte Émile Mathis die Fabrik an Citroën.

## Fahrzeuge
Bei den ersten PKW reichte die Palette vom kleinen Vierzylindermodell mit etwa 900 cm³ Hubraum bis zum großvolumigen Reihenachtzylindermodell. Der Mathis, mit 10 CV eingestuft, hatte einen Vierzylindermotor mit  1131 cm³ Hubraum mit 60 mm Bohrung und 100 mm Hub. Eine Besonderheit waren die auch angebotenen leichten Weymann-Karosserien; deren Holzgerüste waren nicht wie bei herkömmlichen Karosserien verzapft und mit Blech beplankt, stattdessen waren die Hölzer durch  elastische Laschen verbunden und das Gerippe hatte eine Bespannung aus mit Rosshaar gefülltem Wachstuch und als Oberfläche Kunstleder.
Bis zum Jahre 1914 nahmen Mathis-Fahrzeuge an zahlreichen Wettrennen teil. Es waren hauptsächlich Serienfahrgestelle mit einer leichteren Karosserie. Sie bewiesen ihre Zuverlässigkeit und fuhren unter anderem beim großen Preis des ACF in Dieppe im Jahre 1912 und beim Grand Prix von Frankreich in Le Mans im Jahre 1913 mit.

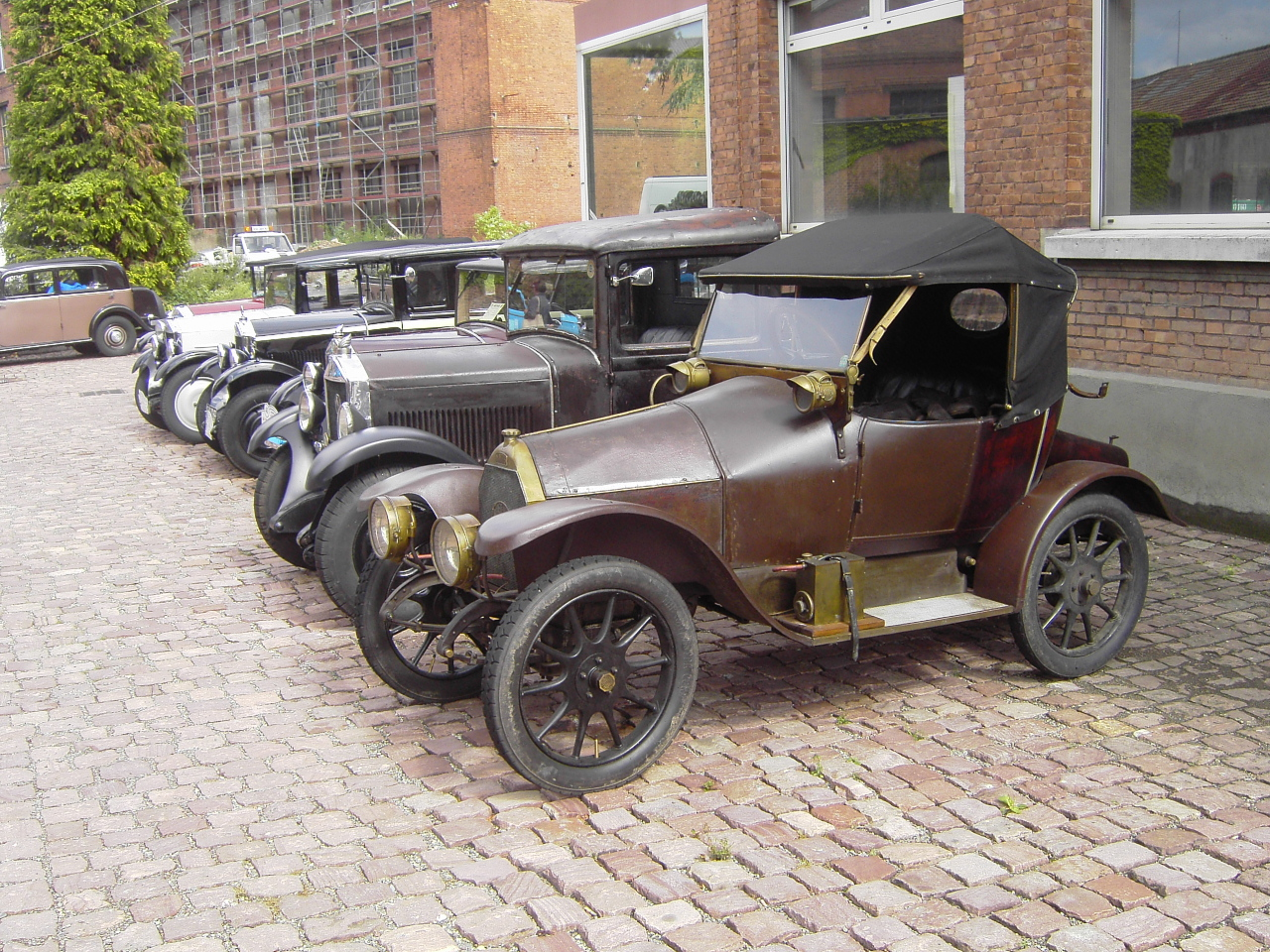
Mathis Babylette von 1913 vor weiteren Mathis
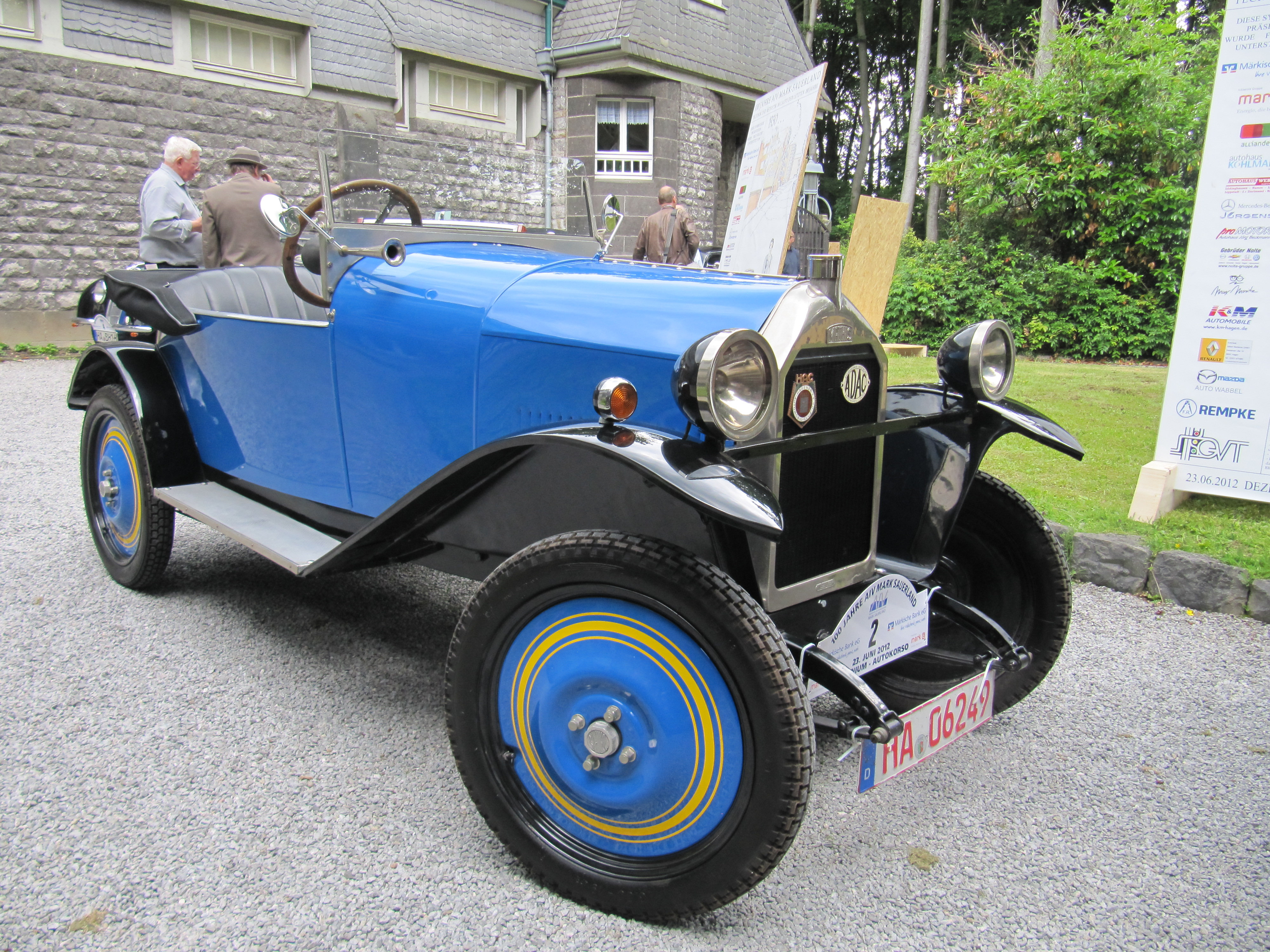
Mathis PM Torpedo 1922
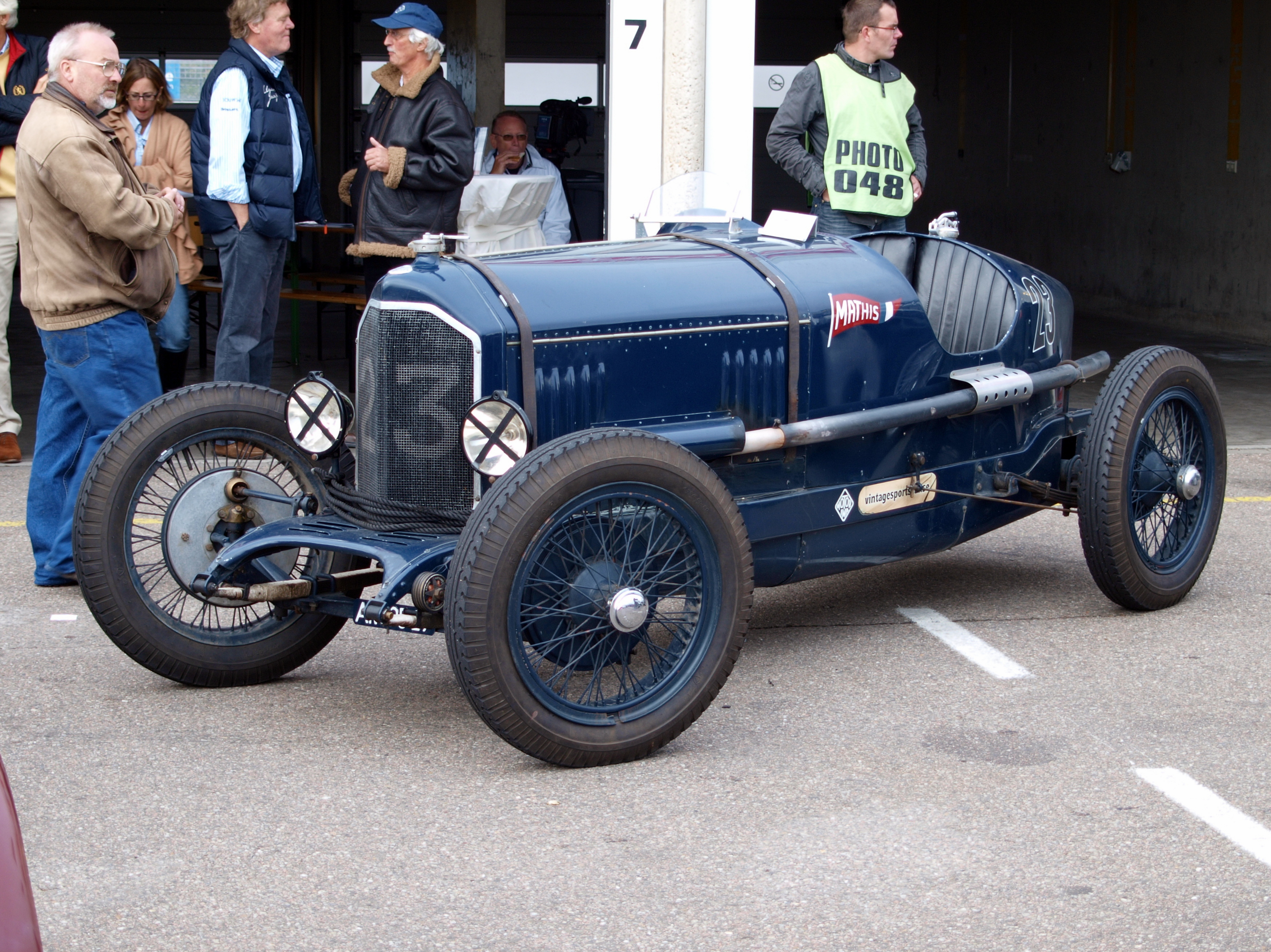
Mathis GM Sports
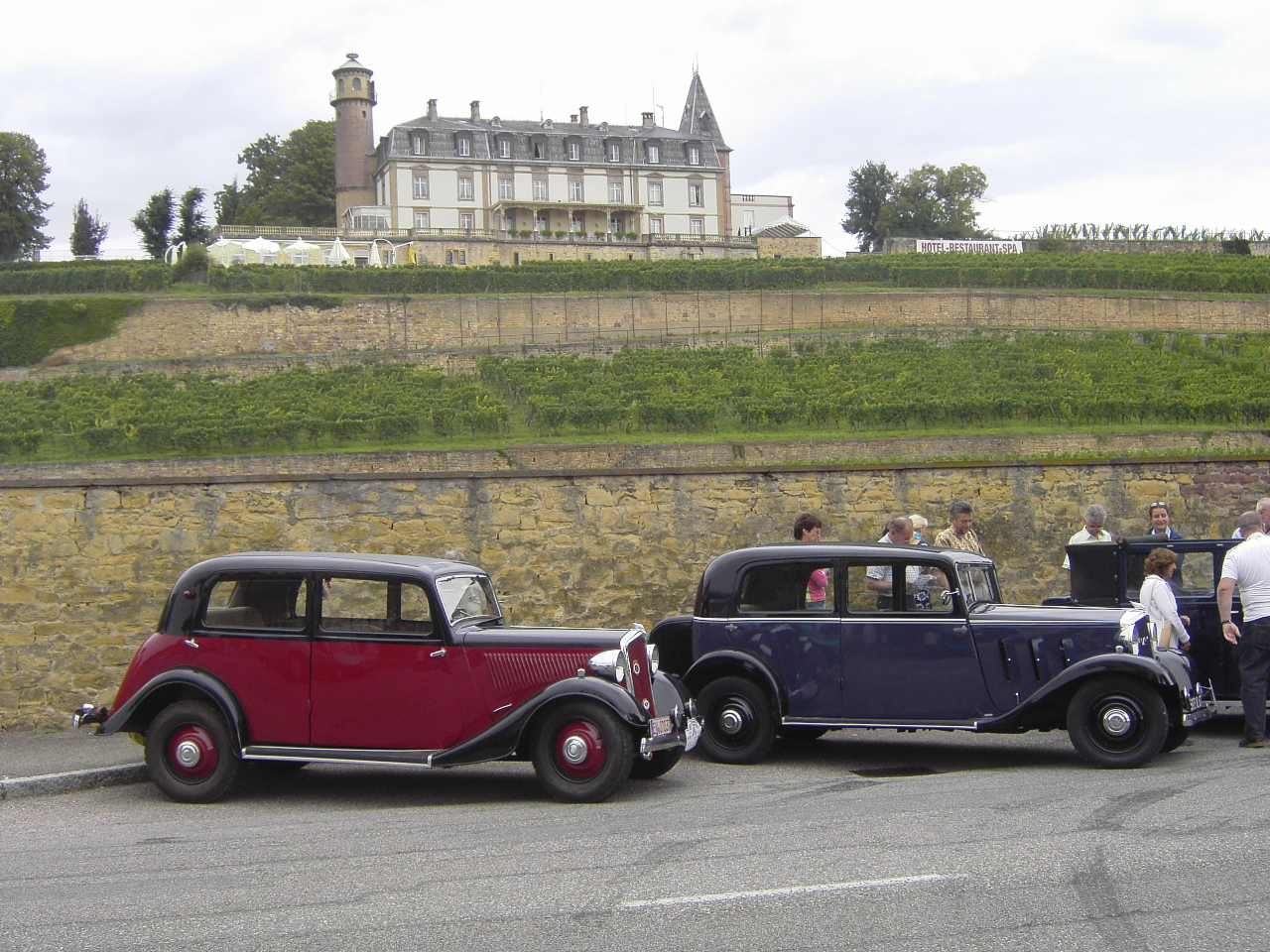
Links: Matford M4S-Commerciale 1934, rechts: Mathis EMY4-S
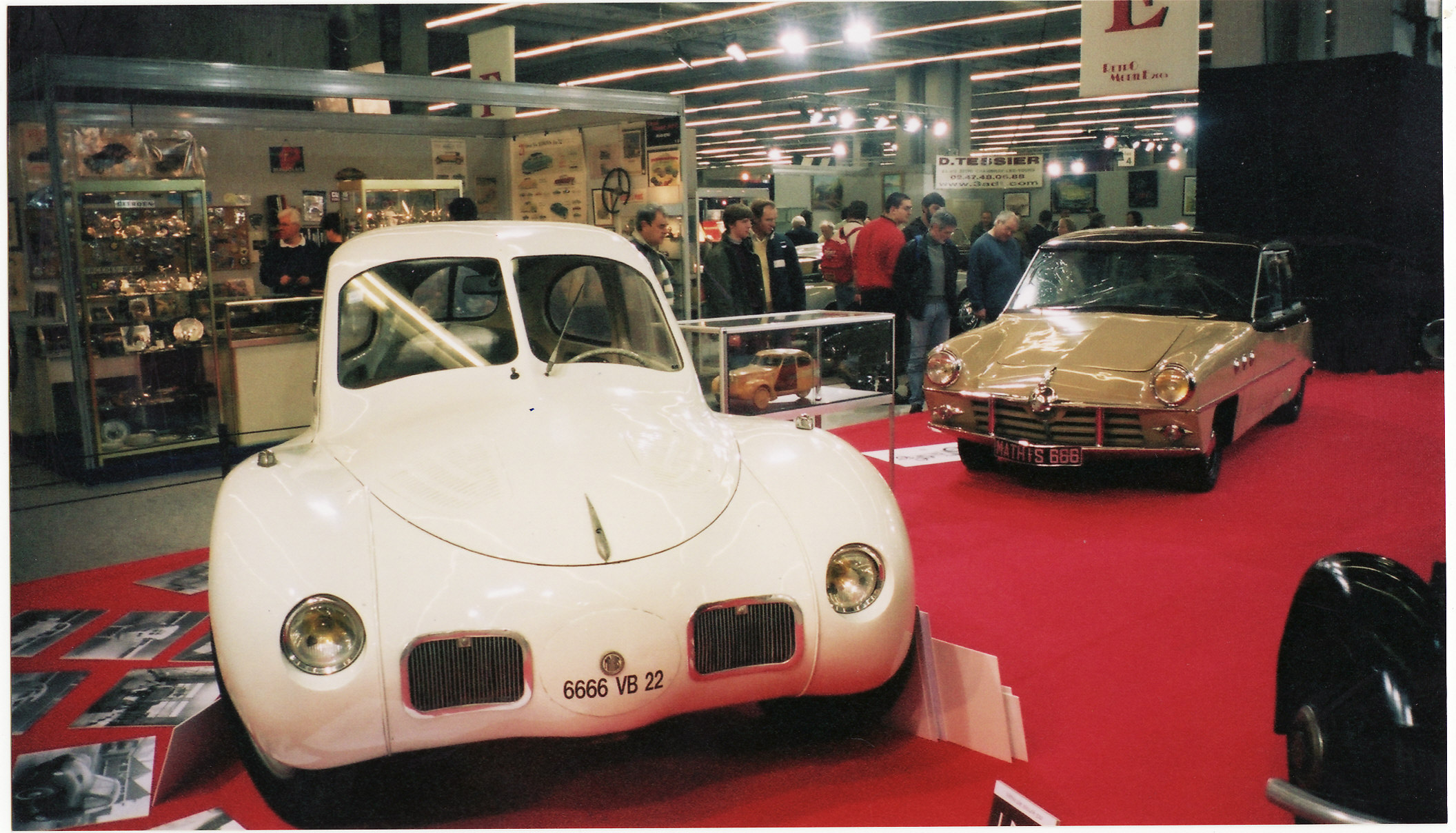
Mathis VL333
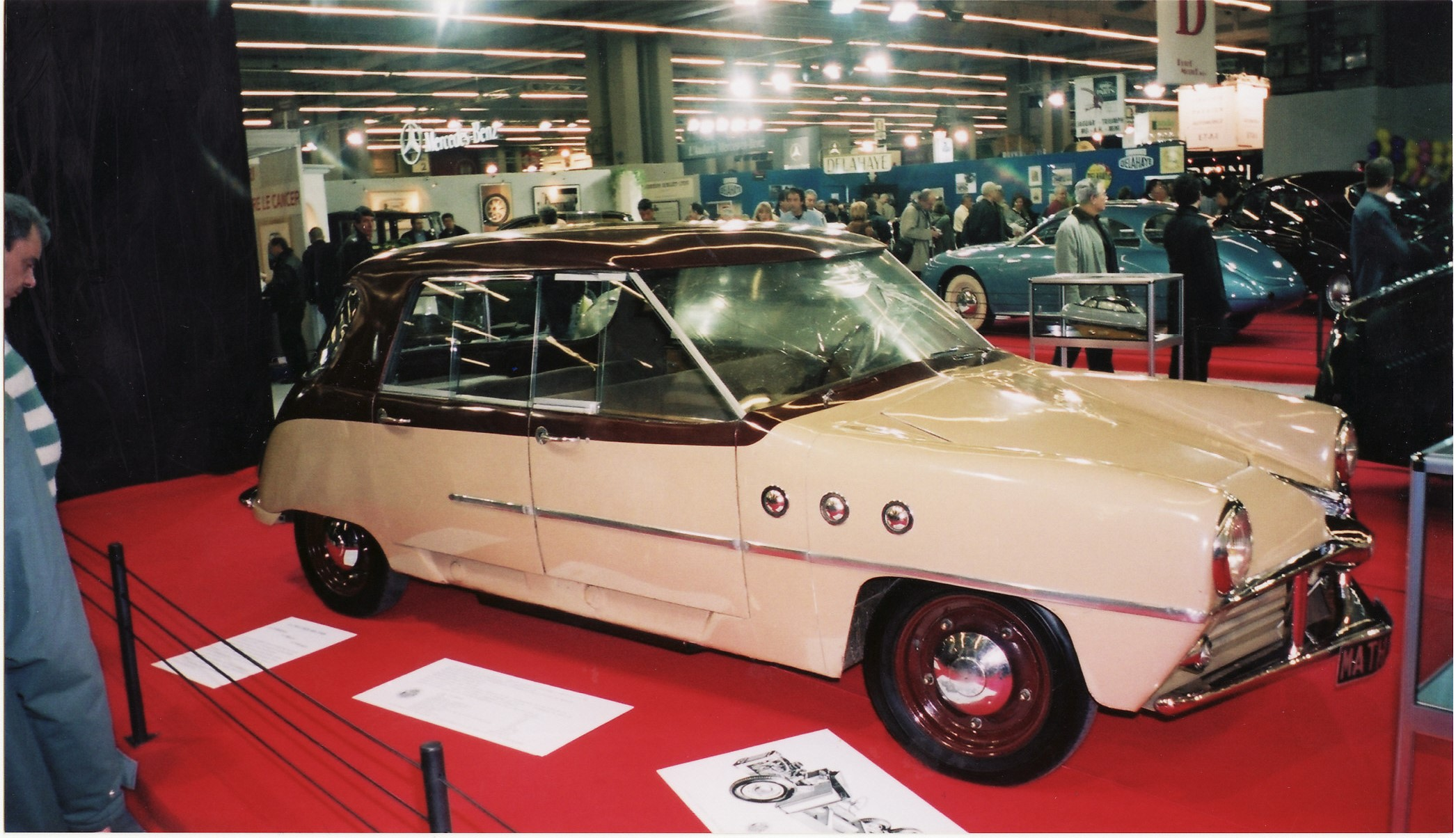
Mathis 666